# Communauté de communes Thann-Cernay
Die Communauté de communes Thann-Cernay (offizielle Schreibweise: Communauté de communes de Thann-Cernay) ist ein französischer Gemeindeverband mit der Rechtsform einer Communauté de communes im Département Haut-Rhin in der Region Grand Est. Der Gemeindeverband wurde am 31. Dezember 2012 gegründet und umfasst 16 Gemeinden. Der Verwaltungssitz befindet sich im Ort Cernay.

## Historische Entwicklung
Der Gemeindeverband entstand mit Wirkung vom 1. Januar 2013 aus der Fusion der Vorgängerorganisationen
- Communauté de communes de Cernay et environs und
- Communauté de communes du Pays de Thann.

## Mitgliedsgemeinden
| Gemeinde                            | Einwohner 1. Januar 2022 | Fläche km² | Dichte Einw./km² | Code INSEE | Postleitzahl |
| ----------------------------------- | ------------------------ | ---------- | ---------------- | ---------- | ------------ |
| Aspach-le-Bas                       | 1.273                    | 8,01       | 159              | 68011      | 68700        |
| Aspach-Michelbach                   | 1.754                    | 12,03      | 146              | 68012      | 68700        |
| Bitschwiller-lès-Thann              | 1.995                    | 12,64      | 158              | 68040      | 68620        |
| Bourbach-le-Bas                     | 555                      | 6,04       | 92               | 68045      | 68290        |
| Bourbach-le-Haut                    | 413                      | 6,86       | 60               | 68046      | 68290        |
| Cernay                              | 11.737                   | 18,04      | 651              | 68063      | 68700        |
| Leimbach                            | 928                      | 3,57       | 260              | 68180      | 68800        |
| Rammersmatt                         | 224                      | 5,47       | 41               | 68261      | 68800        |
| Roderen                             | 906                      | 7,16       | 127              | 68279      | 68800        |
| Schweighouse-Thann                  | 745                      | 10,78      | 69               | 68302      | 68520        |
| Steinbach                           | 1.357                    | 6,09       | 223              | 68322      | 68700        |
| Thann                               | 7.769                    | 12,51      | 621              | 68334      | 68800        |
| Uffholtz                            | 1.631                    | 11,91      | 137              | 68342      | 68700        |
| Vieux-Thann                         | 2.874                    | 5,11       | 562              | 68348      | 68800        |
| Wattwiller                          | 1.648                    | 13,61      | 121              | 68359      | 68700        |
| Willer-sur-Thur                     | 1.758                    | 18,00      | 98               | 68372      | 68760        |
| Communauté de communes Thann-Cernay | 37.567                   | 157,83     | 238              | –          | –            |